# Arachnis labrosa
Arachnis labrosa es una especie de orquídea. Es originaria de Asia.

## Descripción
Es una orquídea de gran tamaño, monopodial que prefiere clima cálido,  epífita monopodial o litofita con un alargado tallo, robusto, levemente leñoso que lleva 5 a 8 hojas, con quilla, coriáceas, linear-oblongas, desigual bilobulada apicalmente, juntándose las hojas basales. Florece en el verano y después en una inflorescencia con hasta 10  flores distantes en una axila, racemosa a veces ramificada de 60 cm +, inflorescencia colgante que lleva flores cerosas y fragantes.

## Distribución y hábitat
Se encuentra en el Himalaya oriental, Assam, India, Bután, Sikkim, Myanmar, Tailandia, Vietnam, Hainan y Yunnan de China a Taiwán en bosques ralos y en los márgenes de los bosques en los troncos de los grandes árboles y rocas en elevaciones de 800 a 1.700 metros.  

## Taxonomía
Arachnis labrosa fue descrita por (Lindl. & Paxton) Rchb.f. y publicado en Botanisches Centralblatt 28: 343. 1886.
Etimología
Arachnis: nombre genérico que procede da la latinización de la palabra griega: αράχνη (arachnis) que significa "araña", en referencia a la forma de sus flores.
labrosa: epíteto latino que significa "como el labelo".
Sinonimia
- Arachnanthe bilinguis Benth.
- Arachnis bilinguis Benth.
- Arhynchium labrosum Lindl. & Paxton
- Armodorum labrosum (Lindl. & Paxton) Schltr.
- Renanthera bilinguis Rchb.f.
- Renanthera labrosa (Lindl. & Paxton) Rchb.f.
- Renanthera leptantha Fukuy. ex A.T.Hsieh[3][4]